# Sakura Tange
Sakura Tange (née le 24 mars 1973 au Japon) est une actrice japonaise spécialisée dans le doublage de séries d'anime et une chanteuse. Elle est connue pour prêter sa voix (profession seiyū) à Sakura Kinomoto dans la série Cardcaptor Sakura et au personnage de Kasumi dans le deuxième volet du célèbre jeu vidéo " Dead Or Alive" ( DOA).

## Doublage
- Risa Harada dans D.N.Angel Wink (drama CD)
- Sakura Kinomoto dans Cardcaptor Sakura et Gothic wa Mahou Otome
- Kanon Hatori dans Anyamal Tantei Kirumin Zoo
- MAICO dans Android Announcer Maico 2010
- Lilica Ebett dans Burn Up W/Burn Up Excess
- Myuuzu dans I'm Gonna Be An Angel!
- Shiida dans l'OVA Fire Emblem
- Embla dans Fire Emblem Heroes
- Kozue Izumi dans Infinite Ryvius
- Akiho Minori dans Tokimeki Memorial
- Angela dans Melty Lancer
- Midi dans Voogie's Angel
- Yuki dans Nintama Rantarou (saison 2)
- Mill dans Maze (anime)
- Suzu Sakuma dans Marmalade Boy
- Custard dans Princess Quest
- Omitsu dans Ganbare Goemon
- Hinano dans Trouble Chocolate
- Kasumi dans Dead or Alive/Dead or Alive 2 (jeu vidéo)
- Nancy dans le doublage japonais de Thomas the Tank Engine and Friends
- Miharu Akiyama (139) dans Sailor Moon
- Yuri dans Miyuki-chan in Wonderland
- Tsukiha Hisano dans Ayakashi Ninden Kunoichiban (PlayStation jeu vidéo)
- Sunao Murai dans Gasaraki (anime)
- Alois dans A Dog of Flanders (film)
- Kobayakawa Rinko dans Loveplus (jeu vidéo)
- Saber dans Fate/Extra (jeu vidéo), Fate/Extra: Last Encore (anime) et Fate/Extra: Last Encore - Illustrias Tendousetsu (anime)
- Yokkyun dans The World God Only Knows
- Yuu dans Kore Wa Zombie Desu Ka (anime/apparition brève épisode 6)
- Jack l'Éventreur dans Fate/Apocrypha et Fate/Grand Order
- Cardinal de Sword Art Online : Alicization
- Crea Dolosera dans Anyamal Tantei Kiruminzoo
- Lily dans B'T X Neo